# Eine Rolle Duschen
Eine Rolle Duschen ist ein deutscher Kurzfilm von Detlev Buck aus dem Jahr 1987. Der Film ist im Rahmen einer Seminararbeit an der dffb entstanden.

## Handlung
Der Kurzfilm berichtet in fünf Minuten über das Erlebnis eines Mannes, der mit einer Badehose bekleidet eine öffentliche Dusche aufsucht. Ein Schild weist darauf hin, dass Duschen nur nackt erwünscht ist, doch gerade als er beginnen will, beginnt eine junge weibliche Reinigungskraft, den Boden des Duschraumes zu wischen. Zunächst ist er peinlich berührt. Er entkleidet sich dennoch und tut, weswegen er gekommen ist.
Als sein Duschgel auf den Boden fällt, rutscht es in die Nähe der jungen Dame. Sie hindert ihn daran, es wieder aufzuheben. Stattdessen zieht auch sie sich aus und binnen Sekunden erglühen beide in einem feurigen Liebesspiel – ein Tagtraum, wie sich herausstellt. Denn als der Mann seine Augen wieder öffnet, reicht ihm die bekleidete Dame sein Duschgel und setzt unberührt ihre Arbeit fort.

## Hintergrund
Der Kurzfilm entstand im Rahmen eines Seminars an der Filmakademie. Die Aufgabenstellung war dabei, mit nur einer Filmrolle innerhalb eines einzigen Tages einen Film zu drehen. Die beiden Hauptdarsteller fand Buck am Vorabend des Drehs, die sich kurzfristig zur Verfügung stellten. Tatsächlich wurde das Material innerhalb von ca. 7 Stunden komplett gedreht mit einem enorm sparsamen Drehverhältnis von 1:2, also 5 Minuten des Films wurden aus 10 Minuten Material gefertigt.
Der Film wurde seinerzeit als Vorfilm zu Bucks Frühwerk Erst die Arbeit und dann? im Kino gezeigt und erlangte dadurch eine gewisse Bekanntheit.

## Auszeichnung
Der Film wurde auf den Internationalen Hofer Filmtagen mit dem Kodak-Förderpreis für Nachwuchsregisseure ausgezeichnet.